# Medaglia della Royal Numismatic Society
La medaglia della Royal Numismatic Society (Medal of the Royal Numismatic Society) è uno dei premi più ambiti per un numismatico.
Viene assegnato a Londra dal 1883 dalla Royal Numismatic Society a „ some person highly distinguished for services to Numismatic Science”. La medaglia viene assegnata nel mese di dicembre, in occasione della riunione generale annuale della società. In questa occasione, il premiato tiene una lezione.
Il conio originale per la medaglia d'argento fu donato alla società da John Evans. Dal 1993 viene assegnata una nuova medaglia, disegnata da Ian Rank-Broadley.

## Premiati[1]
- 1883: Charles Roach Smith
- 1884: Aquilla Smith
- 1885: Edward Thomas
- 1886: Alexander Cunningham
- 1887: John Evans
- 1888: Friedrich Imhoof-Blumer
- 1889: Percy Gardner
- 1890: Jan Pieter Six
- 1891 Carl Ludwig Müller
- 1892: Reginald Stuart Poole
- 1893: William Henry Waddington
- 1894: Charles Francis Keary
- 1895: Theodor Mommsen
- 1896: Frederic W. Madden
- 1897: Alfred von Sallet
- 1898: William Greenwell
- 1899: Ernest Babelon
- 1900: Stanley Lane-Poole
- 1901: Vladimir Gustavovich Tiesenhausen
- 1902: Arthur J. Evans
- 1903: Gustave Schlumberger
- 1904: Vittorio Emanuele III
- 1905: Hermann Weber
- 1906: Francesco Gnecchi
- 1907: Barclay V. Head
- 1908: Heinrich Dressel
- 1909: Herbert A. Grueber
- 1910: Friedrich von Kenner
- 1911: Oliver Codrington
- 1912: Max von Bahrfeldt
- 1913: George Macdonald
- 1914: Ioannis N. Svoronos
- 1915: George Francis Hill
- 1916: Théodore Reinach
- 1917 L. A. Lawrence
- 1918 non assegnata
- 1919: Adrien Blanchet
- 1920 H. B. Earle-Fox e J. S. Shirley-Fox
- 1921: Percy H. Webb
- 1922: Frederick A. Walters
- 1923: Wilhelm Kubitschek
- 1924: Henry Symonds
- 1925: Edward T. Newell
- 1926 R. W. Maclachan
- 1927: Adolphe Dieudonne
- 1928: Charles Oman
- 1929: Jules Maurice
- 1930: Edward A. Sydenham
- 1931: Helen Farquhar
- 1932 H. Nelson Wright
- 1933: Kurt Regling
- 1934: George Cyril Brooke (postumo)
- 1935: Behrendt Pick
- 1936: John Allan
- 1937: Victor Tourneur
- 1938 J. Grafton Milne
- 1939 J. W. E. Pearce
- 1940 R. B. Whitehead
- 1941: Harold Mattingly
- 1942: E. Stanley G. Robinson
- 1943: Agnes Baldwin Brett
- 1944: Leonard Forrer
- 1945: Charles Theodore Seltman
- 1946: George Galster
- 1947: Eduard von Zambaur
- 1948: Jocelyn Toynbee
- 1949: Sydney P. Noe
- 1950: Karl Pink
- 1951: Hyacinth Louis Rabino (postumo)
- 1952: Lodovico Laffranchi
- 1953: Andreas Alföldi
- 1954: Carol H. V. Sutherland
- 1955: Alfred R. Bellinger
- 1956: John R. Walker
- 1957: George C. Miles
- 1958: Philip Grierson
- 1959: Oscar Ulrich-Bansa
- 1960: Charles Wilson Peck
- 1961: Henri Seyrig
- 1962: Michael Grant
- 1963: Willy Schwabacher
- 1964: Anne S. Robertson
- 1965: Jean Lafaurie
- 1966: Derek F. Allen
- 1967: Margaret Thompson
- 1968: Paul Balog
- 1969: Christopher E. Blunt
- 1970: Pierre Bastien
- 1971: Herbert A. Cahn
- 1972: Robert A. G. Carson
- 1973: Hendrik Enno van Gelder
- 1974: George Le Rider
- 1975: Gilbert Kenneth Jenkins
- 1976: Jean-Baptiste Colbert de Beaulieu
- 1977: Parmeshwari Lal Gupta
- 1978: Colin M. Kraay
- 1979: Peter Berghaus
- 1980: Patrick Bruun
- 1981: Michael Dolley
- 1982: Otto Mørkholm
- 1983: Theodore V. Buttrey
- 1984: Michael H. Crawford
- 1985: Paul Naster
- 1986: Brita Malmer
- 1987: David Michael Metcalf
- 1988: Peter Robert Franke
- 1989: Leandre Villaronga
- 1990: John P. C. Kent
- 1991: Eric P. Newman
- 1992: Martin Jessop Price
- 1993: Andrew Burnett
- 1994: Cécile Morrisson
- 1995: Maria Radnoti-Alföldi
- 1996: Ian Stewart, Baron Stewartby
- 1997: Jørgen Steen Jensen
- 1998: Jean-Baptiste Giard
- 1999: Joseph E. Cribb
- 2000: Richard Doty
- 2001: Ulla Westermark
- 2002: Nicholas Mayhew
- 2003: Gert e: Vera Hatz
- 2004: Michel Amandry
- 2005: Peter Spufford
- 2006: François Thierry
- 2007: Wolfgang Hahn
- 2008: Mark Blackburn
- 2009: Richard Reece
- 2010: Alan Stahl
- 2011: Marion Archibald
- 2012: Lucia Travaini[2]
- 2013: Michael Alram
- 2014: Roger Bland
- 2015: Bernd Kluge
- 2016: Pere Pau Ripollès
- 2017: Lutz Ilisch